# Mycena kuurkacea
Mycena kuurkacea é uma espécie de cogumelo da família Mycenaceae. É encontrado na Austrália.